# Заагин Сала
Заагин Сала (калм. Заагин Сала) — посёлок в Целинном районе Калмыкии, в составе Найнтахинского сельского поселения. Единственная улица посёлка — Центральная.
Население — 27 человек (2012).

## Этимология
Название посёлка (калм. Заагин Сала) можно перевести как пограничная балка (калм. заг — межа; граница и калм. сала — балка; лощина, ложбина). В то же время название посёлка можно связать с топонимом Цаган-Сала — названием балки, в верховьях которой расположен посёлок, обращаем внимание, что на немецкой карте 1941 и американской карте 1950 года посёлок обозначен как Загин-Сала (с одной «а»).

## История
Дата основания посёлка не установлена. Однако, известно, что в 1938 году посёлок уже существовал и входил в состав в Найнтахинского сельского совета. После депортации калмыков посёлок был переименован. На административной карте Ставропольского края 1958 года отмечен как посёлок Свободный
В 1961 году указом Президиума Верховного Совета РСФСР поселок Свободный переименован в Заагин Сала.

## Физико-географическая характеристика
Посёлок расположен в западной части Целинного района, на высоте 120 м над уровнем моря, в пределах Ергенинской возвышенности, являющейся частью Восточно-Европейской равнины. Близ посёлка берёт начало балка Цаган-Сала, относящаяся к бассейну реки Зегиста. Местность имеет общий наклон с юго-запада на северо-восток.
По автомобильным дорогам расстояние до столицы Калмыкии города Элиста составляет около 56 км, до районного центр села Троицкое — 45 км, до административного центра сельского поселения посёлка Найнтахн около 12 км. Ближайший населённый пункт посёлок Зегиста расположен в 5 км к востоку от Заагин Салы.
Согласно классификации климатов Кёппена-Гейгера посёлок находится в зоне влажного континентального климата с жарким и засушливым летом (Dfa). В окрестностях посёлка распространены светлокаштановые почвы различного гранулометрического состава в комплексе солонцами.

## Население
| 2002 | 2010 | 2012 |
| ---- | ---- | ---- |
| 7    | ↗36  | ↘27  |

Национальный состав
Согласно результатам переписи 2002 года в посёлке проживали калмыки (100 %).
| Национальность | Численность (2010) | Процент |
| -------------- | ------------------ | ------- |
| Калмыки        | 33                 | 82,5%   |
| Русские        | 4                  | 10%     |
| Чеченцы        | 3                  | 7,5%    |
| Всего          | 40                 | 100%    |

## Социальная инфраструктура
Социальная инфраструктура отсутствует. Ближайшие учреждения культуры (клуб, библиотека), образования (средняя школа, детский сад) расположены в административном центре сельского поселения — посёлке Найнтахн. Медицинское обслуживание жителей посёлка обеспечивают фельдшерско-акушерский пункт в посёлке Найнтахн и Целинная центральная районная больница. Ближайшее отделение скорой медицинской помощи расположено в Троицком.
Посёлок не газифицирован. Центральное водоснабжение отсутствует, потребность в пресной воде обеспечивается индивидуально, путём доставки воды к каждому домовладению. Водоотведение осуществляется за счёт использования выгребных ям.
Автомобильные дороги с твёрдым покрытием в посёлке отсутствуют.